# Йоганн Ґеорґ Зульцер
Йоганн Ґеорґ Зульцер (Johann Georg SulzerНімецька: [ˈzʊltsər]; 16 жовтня 1720, Вінтертур — 27 лютого 1779, Берлін) — швейцарський професор математики, який згодом перейшов до галузі електрики. Він був вольфівським філософом і директором філософської секції Берлінської академії наук, а також перекладачем «Дослідження про принципи моралі» Девіда Юма на німецьку мову в 1755 році.

| Si l'on joint deux pièces, une de plomb, & l'autre d'argent, de forte que les deux bords fassent un même plan, & qu'on les approche fur la langue on en sentira quelque goût, assez approchant au goût du Vitriol de fer, pendant que chaque pièce à part ne donne aucune trace de ce goût. Il n’est pas probable, que par cette jonction des deux metaux, il arrive quelque solution de l’un ou de l’autre, & que les particules dissuotes s’insinuent dans la langue. Il faut donc conclurre, que la jonction de ces métaux opère dans l’un ou l’autre, ou dans tous les deux, une vibration dans leurs particules, & que cette vibration, qui doit nécessairement affecter les nerfs de la langue, y produise le goût mentionné. | Якщо з'єднати два шматки металу, один свинцю, а інший срібла, стуливши їх краї, діткнувши їх обох язиком, відчуємо той самий смак, подібний на залізний вітріоль, коли ж торкнемось кожного шматка окремо, то не відчуємо того смаку. Важко припустити, щоб контакт із цими металами міг породити розчинення одного чи другого, утворивши розчинні частинки, що проникають у язик. Тому неминуче слід зробити висновок, що зближення цих металів породжує в одному з цих металів, або в другому, або в обох, вібрацію їхніх мікрочасточок, і ця вібрація, неодмінно впливаючи на нервові закінчення язика, якраз і викликає вище згаданий смак. |

Зульцер найбільше відомий як тема анекдоту в історії розвитку батареї. У 1752 році Зульцер випадково помістив кінчик свого язика між шматками двох різних металів, краї яких стикалися. Він вважав, що метали викликають у своїх частинках вібраційний рух, який збуджує смакові нерви.
Ця подія стала відомою як «проба батареї язиком»: слина служить електролітом, що переносить струм між двома металевими електродами.

## Загальна теорія образотворчого мистецтва
Його Загальну теорію образотворчого мистецтва називають «мабуть, найвпливовішим естетичним компендіумом останніх років вісімнадцятого століття». У ній він «розширив підхід Баумґартена до ще більш психологічної теорії, згідно з якою основним об’єктом насолоди в естетичному досвіді є власний когнітивний стан». Кант з повагою не погоджувався з метафізичними очікуваннями Зульцера. Кант писав: «Я не можу розділити думку, яку так часто висловлюють чудові та вдумливі люди (наприклад, Зульцер), які, повністю усвідомлюючи слабкість наведених досі доказів, подають надію, що майбутнє дасть нам очевидні докази двох кардинальних положень чистого розуму, а саме, що є Бог і що є майбутнє життя, навпаки, я впевнений, що цього ніколи не буде...».